# Astragalus maxwellii
Astragalus maxwellii är en ärtväxtart som beskrevs av George Bentham. Astragalus maxwellii ingår i släktet vedlar, och familjen ärtväxter. Inga underarter finns listade i Catalogue of Life.